# اندیس پر مگسو
پر مگسو یک اندیس فلزی است که در حوالی شهر معلمان استان سمنان قرار دارد و مادهٔ معدنی موجود در آن، سرب است.سنگ میزبان این اندیس مالاکیت و آزوریت است و دیرینگی آن به دوران ائوسن می‌رسد. در این اندیس، پاراژنز‌های مالکیت و گالن یافت می‌شوند.